# Бог людоедов
«Бог людоедов» (итал. La Montagna Del Dio Cannibale; иное название «Тайна горы Ра-Рами») — итальянский приключенческий фильм ужасов 1978 года режиссёра Серджио Мартино. Премьера фильма состоялась 25 мая 1978 года.

## Сюжет
Этнолог и исследователь Стивенсон, так и не получив официального разрешения на исследования, отправляется в джунгли Марабата в Новой Гвинее для подтверждения факта существования племени людоедов Пука. Вылетев в Новую Гвинею, Стивенсон так и не вернулся.
Через некоторое время Сьюзен Стивенсон, жена пропавшего этнолога, и её брат Артур снаряжают экспедицию во главе профессора Эдварда Фостера с целью обнаружить пропавшего мужа Сьюзен. В начале поисков компания получает известия от туземцев о существующем в джунглях племени людоедов Пука, однако племя считается вымершим. После организации одного из ночных привалов бесследно пропадает один из сопровождающих компанию, после чего нападению подвергается сама Сьюзен. Но нападение не увенчалось успехом — на помощь пришёл Маноло.

## В ролях
- Урсула Андресс — Сьюзен Стивенсон
- Стейси Кич — профессор Эдвард Фостер
- Антонио Марсина[итал.] — Артур